# John Kendrick Bangs

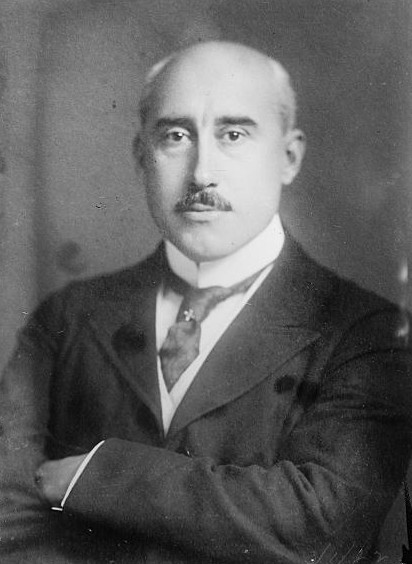
John Kendrick Bangs (1922)

John Kendrick Bangs (* 27. Mai 1862 in Yonkers, New York; † 21. Januar 1922 in Atlantic City, New Jersey) war ein amerikanischer Schriftsteller, Humorist und Satiriker. Er zählt zu den bekanntesten amerikanischen Humoristen des späten 19. Jahrhunderts.

## Wirken
Bangs, Sohn eines New Yorker Anwalts, studierte von 1880 bis 1883 an der Columbia University und war dort Editor des Literaturmagazins. 1884 ging er zum Life Magazin; weitere Stationen waren ab 1888 Harper’s Magazine, Harper’s Bazaar und Harper's Young People. Von 1899 bis 1901 war er Editor der Wochenzeitung Harper’s Weekly. 1901 verließ er Harper & Brothers um beim New Metropolitan Magazin tätig zu werden, wechselte dann 1904 zum Puck, dem ersten erfolgreichen US-amerikanischen Satiremagazin.
Seine Werke A House-Boat on the Styx und Pursuit of the House-Boat waren auslösend für die Klassifizierung eines Subgenre der Fantasy-Literatur als Bangsian Fantasy. Er schrieb aber auch politische Satire, so 1907 Alice in Blunderland, An Iridescent Dream, eine Parodie auf Lewis Carrolls Alice im Wunderland, in der er Besteuerung, Kapitalismusgier und Korruption kritisiert.
Bangs war zweimal verheiratet. Mit seiner ersten Frau Agnes Hyde hatte er drei Söhne. Nach Agnes Tod 1903 heiratete er Mary Gray. Die beiden zogen 1907 von Yonkers nach Ogunquit in Maine, wo Bangs 1922 an Magenkrebs verstarb. Er wurde auf dem Green-Wood Cemetery in Brooklyn bestattet.

## Werke (Auswahl)

### Reihen

#### Associated Shades
- A House-Boat on the Styx, 1895
- The Pursuit of the House-Boat, 1897
- The Enchanted Type-Writer, 1899
- Mr. Munchausen, 1901

#### Raffles
- Mrs. Raffles, 1905
- R. Holmes & Co., 1906, dt. Raffles Holmes & Co. Die bemerkenswerten Abenteuer von Raffles Holmes, Esq., 2010

#### The Idiot
- Coffee and Repartee, 1893, dt. Die Runde der allwissenden Gentlemen, 2015
- The Idiot, 1895, dt. Der scheinbare Idiot, 2020
- The Idiot at Home, 1900
- The Inventions of the Idiot, 1904, dt. Die Erfindungen des Narren, 2020
- The Genial Idiot, 1908
- Half-Hours with the Idiot, 1917

#### Jimmieboy
- Tiddledywink Tales, 1891
- The Tiddledywink's Poetry Book, 1892
- In Camp with a Tin Soldier, 1892
- Half Hours with Jimmieboy, 1893
- The Mantel-Piece Minstrels, and Other Stories, 1896
- Bikey the Skicycle and Other Tales of Jimmieboy, 1902

#### Mollie and the Unwiseman
- Mollie and the Unwiseman, 1902
- Mollie and the Unwiseman Abroad, 1910

### Einzelwerke
- The Lorgnette, 1886
- Roger Camerden, 1887
- New Waggings of Old Tales by Two Wags, 1888
- Toppleton's Client, 1893
- Three Weeks in Politics, 1894
- The Water Ghost, and Others, 1894
- The Paradise Club, 1895
- Mr. Bonaparte of Corsica, 1895
- A Rebellious Heroine, 1896
- Paste Jewels, 1897
- Ghosts I Have Met and Some Others, 1898
- Peeps at Peoples, 1899
- The Dreamers: A Club, 1899
- The Booming of Acre Hill and Other Reminiscences of Urban and Suburban Life, 1900
- Over the Plum-Pudding, 1901
- Emblemland, 1901
- Olympian Nights, 1902
- The Andiron Tales, 1906
- Alice in Blunderland, 1907
- The Whole Family: A Novel by Twelve Authors, 1908
- Potted Fiction, 1908
- The Autobiography of Methuselah, 1909
- Jack and the Checkbook, 1911
- A Little Book of Christmas, 1912
- From Pillar to Post, 1916

### Theaterstücke
- The Bicyclers, and Three Other Farces, 1896
- The Real Thing, and Three Other Farces, 1909

### Auf Deutsch erschienene Kurzgeschichten
- The Water Ghost of Harrowby Hall, 1891

- Das Wassergespenst von Harrowby Hall in: Edward Reavis (Hrsg.): Frankenstein wie er mordet und lacht, 1968
- Das Wassergespenst von Harrowby Hall in: Hanna Bautze (Hrsg.): Das Wassergespenst von Harrowby Hall und andere Geistergeschichten, 1971
- Das Wassergespenst von Harrowby Hall in: Gespenstergeschichten (Für Sie, Nr. 3, Schallplatte), 1973
- Das Wassergespenst von Harrowby Hall in: Käthe Recheis (Hrsg.): Schlag Zwölf beginnt die Geisterstunde, 1979
- John Kendrick Bangs / Barbara Yelin: Das Wassergespenst von Harrowby Hall (Die Unheimlichen, Bd. 4, Comic), 2018
- John Kendrick Bangs: Das Wasser-Gespenst von Harrowby Hall, übersetzt von Heiko Postma (Kabinett der Phantasten, Bd. 98), 2022

- Thurlow's Christmas Story, 1894

- Thurlows Weihnachtsgeschichte in: Richard Dalby (Hrsg.): Geister zum Fest, 1992

- A Glance Ahead, 1901

- Ein Blick in die Zukunft in: Joachim Körber (Hrsg.): Einsteins Schaukel, 2014

- The Amalgamated Brotherhood of Spooks, 1901

- Die Gewerkschaft der Gespenster in: Joachim Körber (Hrsg.): Die Gewerkschaft der Gespenster, 2014